# Karl Heinl
Karl Heinl (* 19. November 1898 in Finsterwalde; † 1961) war ein deutscher Bibliothekar und NS-Kulturfunktionär.

## Leben
Heinl promovierte an der Universität Berlin 1925 mit der Dissertation Fürst Witold von Litauen in seinem Verhältnis zum Deutschen Orden in Preußen während der Zeit seines Kampfes um litauisches Erbe: 1382–1401. Diese erschien im heute zur Verlagsgruppe Husum gehörenden Matthiesen Verlag in der Reihe Historische Studien als Heft 165.
Im Juni 1933 unterbreitete der Bibliothekar Heinl dem Reichsministerium für Volksaufklärung und Propaganda ein langes Memorandum, worin er die öffentlichen Bibliotheken als „ideales Mittel“ zur Neugestaltung des Denkens der ganzen Nation nahelegte. Das Memorandum trug den Titel Denkschrift betreffend Neubau des deutschen öffentlichen Büchereiwesens im Rahmen des die Neugestaltung des gesamten deutschen Volks- und Kulturlebens umfassenden nationalpädagogischen Programms der Reichsregierung.
Zum 1. Mai 1933 trat er der NSDAP bei (Mitgliedsnummer 2.860.972). Am 26. Oktober 1933 gehörte er zu den 88 zur schreibenden Zunft gehörenden Unterzeichnern des Gelöbnisses treuester Gefolgschaft zu Adolf Hitler.
In den Jahren 1936 und 1937 war Heinl Geschäftsführer der Reichsschrifttumskammer. Zudem wurde er Leiter der Abteilung I, Verwaltung der Reichsschrifttumskammer und zuständig für öffentliches Büchereiwesen und Sprachpflege. Im August 1935 gab Heinl der Gestapo seine Zustimmung zur endgültigen Beschlagnahme von Reinhold Wulles Buch Caesaren (1934). Darüber hinaus war er an der Streichung des späteren Bundespräsidenten der BRD, Theodor Heuss, aus der Reichsschrifttumskammer beteiligt. Dieser bat 1936 in einem Brief zu Heinls Händen noch um eine Rückgängigmachung.
1936 verhandelte Karl Heinl mit Peter Suhrkamp über die „Arisierung“ der S. Fischer Verlag A.G., die laut Volker Dahm vom Institut für Zeitgeschichte mit „konzilianten Modalitäten“ und als „ziemlich normale wirtschaftliche Transaktion“ unter „Kooperationswilligkeit aller Beteiligten“ erfolgte.

## Publikationen
- Die Reichsschrifttumskammer und die berufsständische Eingliederung, Referat, gehalten auf der Mitgliederversammlung des Verbandes Deutscher Volksbibliothekare anläßläslich seiner Tagung in Danzig am 25. April 1934. Einkaufshaus für Büchereien, Leipzig 1934, DNB 363956328
- Fürst Witold von Litauen in seinem Verhältnis zum Deutschen Orden in Preußen während der Zeit seines Kampfes um litauisches Erbe: 1382-1401, (= Historische Studien, Heft 165 DNB), E. Ebering, Berlin 1925, DNB 570693268, OCLC 72094584 (Philosophische Dissertation Universität Berlin 1925, 200 Seiten).

## Einzelbelege
1. ↑  Theodor Heuss: Theodor Heuss. Briefe: In der Defensive: Briefe 1933-1945, hrsg. von Elke Seefried, De Gruyter, Stuttgart, 2009, S. 528
2. ↑  Fürst Witold von Litauen …, Berlin, Phil. Diss., 1925, WorldCat
3. ↑  Fürst Witold von Litauen … Open Library
4. ↑  Historische Studien Universität Heidelberg
5. ↑  Jan-Pieter Barbian: The Politics of Literature in Nazi Germany: Books in the Media Dictatorship, Bloomsbury, 2010, ISBN 978-1-4411-7923-4, Seiten 78, 82.
6. ↑  Bundesarchiv R 9361-IX KARTEI/14380478
7. ↑  Joseph Wulf: Literatur und Dichtung im Dritten Reich, 1963, S. 172.
8. ↑  Joseph Wulf: Literatur und Dichtung im Dritten Reich, 1963, S. 188.
9. ↑  Theodor Heuss: Theodor Heuss. Briefe: In der Defensive: Briefe 1933-1945, hrsg. von Elke Seefried, De Gruyter, Stuttgart, 2009, S. 286
10. ↑  Volker Dahm: Das jüdische Buch im Dritten Reich. 2. Aufl., C.H. Beck Verlag, München 1993, ISBN 3-4063-7641-X, Seite 87f.

| Personendaten    | Personendaten     |
| ---------------- | ----------------- |
| NAME             | Heinl, Karl       |
| KURZBESCHREIBUNG | deutscher Autor   |
| GEBURTSDATUM     | 19. November 1898 |
| GEBURTSORT       | Finsterwalde      |
| STERBEDATUM      | 1961              |